# Epacmoides biumbonata
Epacmoides biumbonata är en tvåvingeart som först beskrevs av Mario Bezzi 1922.  Epacmoides biumbonata ingår i släktet Epacmoides och familjen svävflugor. Inga underarter finns listade i Catalogue of Life.